# Ричкова Тетяна Борисівна
Тетя́на Бори́сівна Ричко́ва (нар. 7 жовтня 1978, м. Дніпропетровськ) — українська волонтерка АТО, офіцер Збройних сил України, військовослужбовиця, помічниця міністра оборони та начальника Генштабу (з 2015 року), народний депутат України (Верховна Рада VIII скликання) (з 2016). Учасниця війни на сході України.

## Біографія
Народилася 7 жовтня 1978 року в Дніпрі. 2000 року закінчила Національну металургійну академію за спеціальністю «економіст-фінансист підприємства» та почала працювати приватною підприємицею. 2013 року відкрила пекарню.
У 2000 році одружилася з нейрофізиком Вадимом Ричковим. Під час Революції гідності він став активістом Майдану, а звідти в березні 2014 року — пішов добровольцем у 25-ту повітряно-десантну бригаду, дислоковану в Гвардійському Дніпропетровської області. У її складі Вадим Ричков виконував складні бойові завдання в Слов'янську, Краматорську і в Луганській області.
Тетяна Ричкова на початку АТО за чоловіком поїхала на фронт і зайнялася забезпеченням українських військових. Продала дачу в Дніпрі та пекарню і зняла гроші з депозитів, щоб купити для 25-ї бригади найнеобхідніше — форму, берці, генератори. Далі зайнялася збором коштів і забезпеченням для ВДВ. Стала однією із найвідоміших волонтерів. Заснувала дніпровський відділ «Крил Фенікса».
Була на фронті під час найгарячіших боїв в Слов'янську, Краматорську, Червоному Лимані, Ямполі, Дебальцевому, Вуглегірську, Дослідному, Пісках, Авдіївці. Остання машина Ричкової, на якій вона вивозила поранених, була підірвана прямим влученням міни під Донецьким аеропортом.[джерело?]
17 серпня 2014 року чоловік Вадим Ричков загинув під час боїв в районі Нижньої Кринки, Жданівки Донецької області в ході обстрілу «Градами». Поховавши чоловіка, Тетяна Ричкова продовжила займатися забезпеченням військових, активно критикуючи стан речей у Збройних силах.
У листопаді 2014 на запрошення Юрія Бірюкова Тетяна Ричкова почала працювати в Міністерстві оборони. Вона очолила нове державне підприємство, що займається матеріальним забезпеченням сил спеціальних операцій та повітряно-десантних військ.
26 січня 2015 року підписала контракт і стала офіцеркою Збройних сил України. Була призначена помічницею міністра оборони з реформ. З весни того ж року — помічниця начальника Генштабу.
З березня 2015 року отримала доручення займатися питаннями дисципліни та психологічного забезпечення в армії. Бере участь у розробці програми психологічної допомоги військовослужбовцям та створенні центрів допомоги учасникам АТО при облдержадміністраціях. Займалася створенням Центру розвитку й супроводу матеріального забезпечення Збройних сил.
У травні 2015 року включена до складу Комісії державних нагород та геральдики, а в листопаді — до складу Організаційного комітету з підготовки та проведення заходів зі створення меморіалу українських героїв.

## Політична діяльність
На проміжних виборах депутатів Верховної Ради України 17 липня 2016 року Тетяна Ричкова балотувалася шляхом самовисування від одномандатного виборчого округу № 27 (Дніпро). Вона посіла перше місце, набравши 44,57 % голосів (15 494 голоси), і 1 серпня 2016 була зареєстрована народною депутаткою України.

## Нагороди
За допомогу армії нагороджена орденом княгині Ольги III ступеня (серпень 2014) та орденом Богдана Хмельницького III ступеня (грудень 2014).

## Санкції
25 грудня 2018 року включена до санкційного списку країни-агресора.

## Сім'я
З допомогою батьків виховує сина — Тимура Ричкова.